# Semen (Gandusari)
Semen is een bestuurslaag in het regentschap Blitar van de provincie Oost-Java, Indonesië. Semen telt 6644 inwoners (volkstelling 2010).